# 中国警察博物馆
中国警察博物馆，位于北京市东城区东长安街14号（中华人民共和国公安部），是中国的国家级警察博物馆，隶属中华人民共和国公安部。

## 历史
2004年，中华人民共和国公安部在北京筹建中国警察博物馆，并面向社会公开征集公安保卫历史文物资料。2014年开始，中国警察博物馆完成了常设展览《人民公安的历程》的布展工作，该展览通过近千张图片、400多组历史资料和实物，展示了自1927年以来中国共产党领导下的公安保卫工作发展史。2015年4月2日，国务委员、公安部党委书记、部长郭声琨在中国警察博物馆参观《人民公安的历程》展览，一同参观的还有公安部党委成员杨焕宁、傅政华、黄明、李伟、刘彦平、夏崇源、邓卫平、孟庆丰、刘跃进、王俭。此后中国警察博物馆接受公安系统内部团体参观。
中国警察博物馆内设有公安英烈纪念墙，墙上刻有公安英烈姓名。自1949年中华人民共和国成立至2016年，全国共有1.3万余名民警牺牲，17万余名民警负伤。墙上的名字也在不断增加。2014年9月30日是中华人民共和国首个烈士纪念日，公安部举行公安烈士公祭仪式，国务委员、公安部部长郭声琨出席仪式并在公安英烈纪念墙前向公安烈士敬献花篮。